# Jenno Campagne
Jenno Fergino Campagne (30 januari 2003) is een Nederlandse voetballer
die als middenvelder voor Jong Ajax speelde.

## Carrière
Jenno Campagne speelde in de jeugd van VVA/Spartaan en Ajax. Hij debuteerde in het betaald voetbal voor Jong Ajax op 23 januari 2022, in de met 1-0 verloren uitwedstrijd tegen Telstar. Hij kwam in de 74e minuut in het veld voor Donny Warmerdam. Omdat hij geen contract had, vertrok hij aan het eind van het seizoen 2021/22 transfervrij. In de voorbereiding op het nieuwe seizoen was hij op proef bij Go Ahead Eagles, maar dit leverde geen contract op.
Jenno speelt het seizoen 2023-2024 onder contract bij PEC Zwolle.

### Statistieken
| Seizoen                       | Club           | Land           | Competitie     | Competitie | Competitie | Totaal | Totaal |
| Seizoen                       | Club           | Land           | Competitie     | Wed.       | Dlp.       | Wed.   | Dlp.   |
| ----------------------------- | -------------- | -------------- | -------------- | ---------- | ---------- | ------ | ------ |
| 2021/22                       | Jong Ajax      | Nederland      | Eerste divisie | 1          | 0          | 1      | 0      |
| Carrièretotaal                | Carrièretotaal | Carrièretotaal | Carrièretotaal | 1          | 0          | 1      | 0      |
| Bijgewerkt op 17 januari 2023 |                |                |                |            |            |        |        |